# Dècada del 1020 aC
La dècada del 1020 aC comprèn el període que va des de l'1 de gener del 1029 aC fins al 31 de desembre del 1020 aC.

## Esdeveniments
- 1026 aC: Saül esdevé el primer rei dels israelites.
- ca. 1020 aC: destrucció de Troia.